# Xinren Wang
Lo Xinren Wang (cinese: 新人王; Pinyin: Xīnrén Wáng), che letteralmente significa "Re delle Nuove Stelle", è una competizione di Go cinese. È l'equivalente dello Shinjin-O giapponese.
Lo Xinren Wang è un torneo di Go organizzato dall'Associazione cinese di go e riservato a goisti professionisti sotto i 20 anni e i 7 dan. Nel 2007 il limite di età è stato abbassato da 30 a 20 anni. Il formato è a eliminazione diretta, mentre la finale è al meglio delle tre partite. La borsa del vincitore è di 20.000 CY (€ 2.600).

## Albo d'oro
| Edizione | Anno | Vincitore     | Risultato | Finalista      |
| -------- | ---- | ------------- | --------- | -------------- |
| 1        | 1994 | Liang Weitang | 2-0       | Wang Lei       |
| 2        | 1995 | Shao Weigang  | 2-0       | Wang Lei       |
| 3        | 1996 | Chang Hao     | 2-1       | Wang Yuhui     |
| 4        | 1997 | Liu Jun       | 2-0       | Wang Hui       |
| 5        | 1998 | Zou Junjie    | 2-0       | Luo Xihe       |
| 6        | 1999 | Qiu Jun       | 2-0       | Hu Yaoyu       |
| 7        | 2000 | Liu Shizhen   | 2-0       | Ding Wei       |
| 8        | 2001 | Gu Li         | 2-0       | Huang Yizhong  |
| 9        | 2002 | Peng Quan     | 2-1       | Qiu Jun        |
| 10       | 2003 | Kong Jie      | 2-0       | Hu Yaoyu       |
| 11       | 2004 | Qiu Jun       | 2-1       | Wang Xi        |
| 12       | 2005 | Gu Li         | 2-0       | Yun Jie        |
| 13       | 2006 | Li Zhe        | 2-1       | Wang Yao       |
| 14       | 2007 | Zhou Ruiyang  | 2-0       | Wang Lei       |
| 15       | 2008 | Zhou Ruiyang  | 2-0       | Tuo Jiaxi      |
| 16       | 2009 | Shi Yue       | 2-0       | Zhu Yuanhao    |
| 17       | 2010 | Fan Tingyu    | 2-0       | Yan Huan       |
| 18       | 2011 | Fan Tingyu    | 2-0       | Mao Ruilong    |
| 19       | 2012 | Fan Tingyu    | 2-0       | Mao Ruilong    |
| 20       | 2013 | Tao Xinran    | 2-1       | Fan Yunruoru   |
| 21       | 2014 | Yu Zhiying    | 2-1       | Li Qincheng    |
| 22       | 2015 | Liao Yuanhe   | 2-1       | Huang Jingyuan |
| 23       | 2019 | Zhou Hongyu   | 2-0       | Chen Haojin    |
| 24       | 2020 | Tu Xiaoyu     | 2-1       | Wang Xinghao   |
| 25       | 2021 | Tu Xiaoyu     | 2-1       | Wang Xinghao   |
| 26       | 2022 | Wang Xinghao  | 2-0       | Zhou Hongyu    |
| 27       | 2023 | Xu Yidi       | 2-0       | Wang Chunhui   |
| 28       | 2024 | Ye Changqin   | 2-1       | Zhang Yinyu    |

### Albo d'oro Xinren Wang femminile
Dal 2007 al 2011 le donne competevano in un torneo a sé (建桥杯女子新人王赛S, Jiàn qiáo bēi nǚzǐ xīnrén wáng sàiP, lett. "Concorso Re delle nuove stelle femminile della Jianqiao Cup"); dopo quella data lo Xinreng Wang è diventato un torneo misto.
| Edizione | Anno | Vincitrice | Risultato | Finalista     |
| -------- | ---- | ---------- | --------- | ------------- |
| 1        | 2007 | Cao Youyin | 2-1       | Tang Yi       |
| 2        | 2008 | Li He      | 2-0       | Fan Weijing   |
| 3        | 2009 | Tang Yi    | 2-0       | Song Ronghui  |
| 4        | 2010 | Li He      | 2-1       | Wang Chenxing |
| 5        | 2011 | Li He      | 2-1       | Li Xiaoxi     |